# Ringaudai

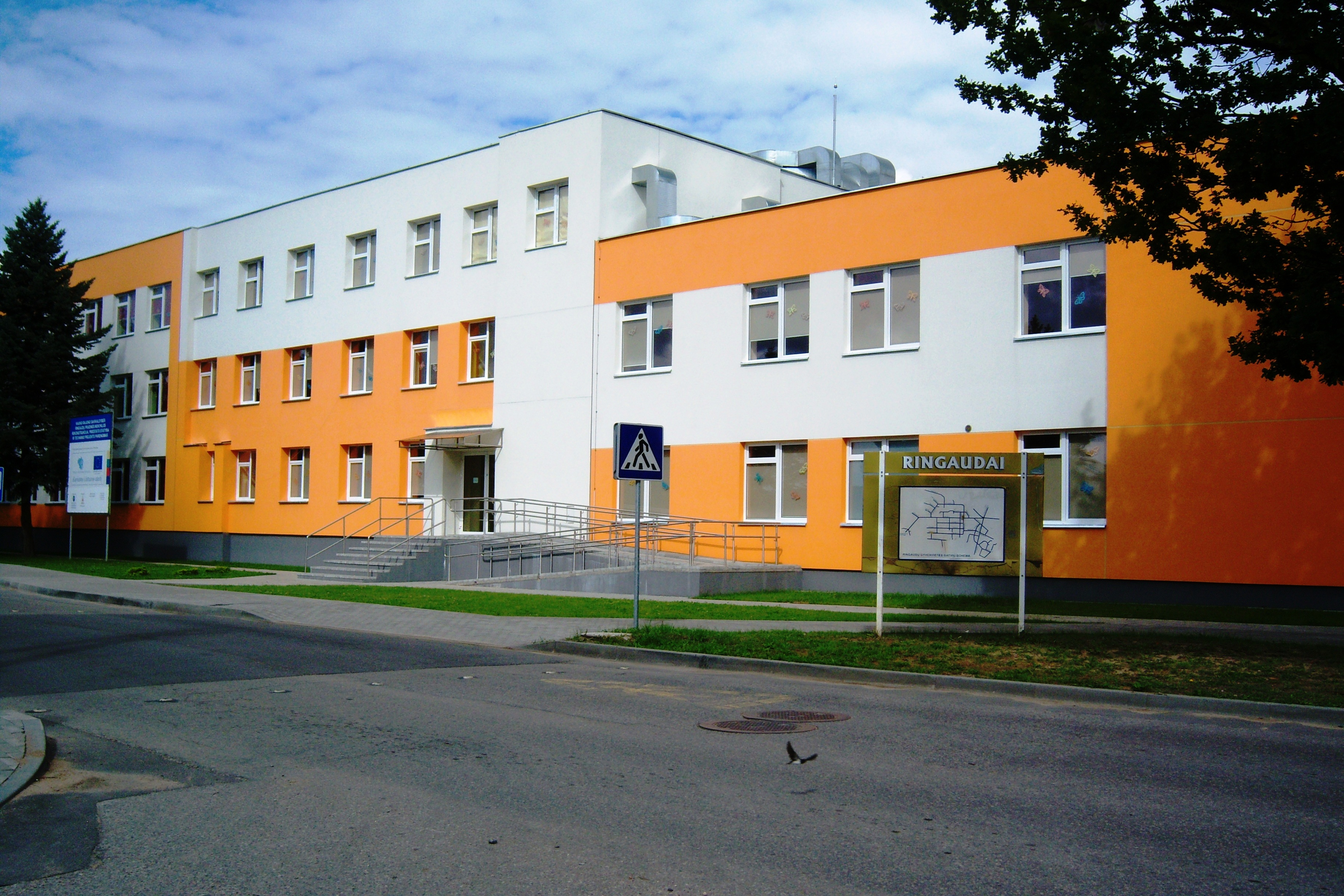
Grundschule

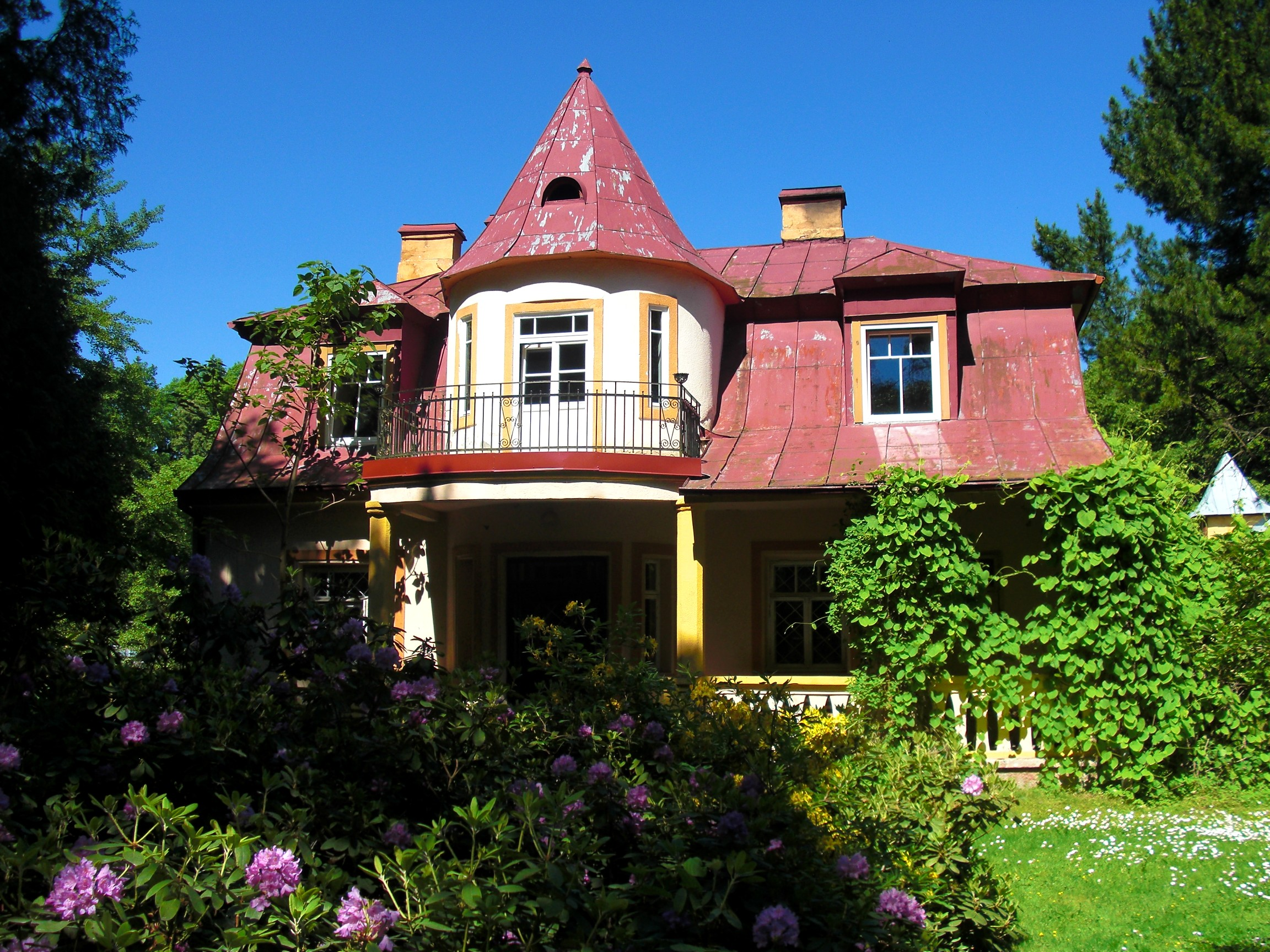
Museum

Ringaudai ist  mit 3900 Einwohnern (Stand 2025) das siebtgrößte Dorf in Litauen und dass viertgrößte Dorf  in der Rajongemeinde Kaunas. Es liegt 5 km westlich von der zweitgrößten litauischen Stadt Kaunas, in der Nähe des westlichen Scharniers, an der Straße 140 Kaunas-Zapyškis-Šakiai. Es gibt eine Grundschule, eine Bibliothek (seit 1950), ein Kulturzentrum (seit 1997). Weiter östlich befindet sich ein botanischer Park (Obelynė) von Tadas Ivanauskas  mit einem Museum in seinem Haus. Im Jahr 2005 wurde der „Ringaudai-Puntukas“, ein etwa 20 Tonnen schwerer Stein, in das Zentrum der Siedlung gebracht und mit einem Kran gehoben.